# عائشة ماه ماه
عائشة ماه ماه ممثلة مغربية من مواليد مراكش سنة 1943. شاركت في عدة مسلسلات أبرزها المستضعفون.
ورحيمو وشاركت سنة 2009 في المسلسل الكوميدي نسيب الحاج عزوز مع سعيد الناصري وهي ممثلة متنوعة في الأداء الفني لأنها تستطيع تقمص مختلف الأدوار الفنية والشخصيات المطروحة عليها.

## أعمالها

### أفلام
- طريق لعيالات
- سميرة في الضيعة
- رحيل البحر
- الأجنحة المتكسرة
- العباسية
- ماجد
- صفي تشرب
- حرم السيد عصمان
- فاطنة
- حكاية زروال
- رحيمو
- خريف العمر
- الطريق المجهول
- غرام وانتقام

### مسلسلات
- خلخال الباتول
- ناس الحومة
- المستضعفون
- حاولو على مستور
- رحيمو
- نسيب الحاج عزوز
- كافي تياتر
- عائلة السي مربوح
- بسمة المساء
- واحد من زوج
- أولاد الناس

### المسرحيات والسكيتشات
- مسرحية كون كان الخوخ يداوي
- سكيتش جاري ياجاري
- سكيتش إضحك معنا في رمضان

مسرحية كوسطة ياوطن.

### برامج
- مسار ( تكريم لعطائها الفني ).
- رشيد شو (ضيفة).
- استراحة المساء ( ضيفة).
- شوف تفي ( ضيفة ).